# Skinless
Skinless – amerykańska grupa muzyczna wykonująca brutalny death metal. Powstała w 1992 roku w Nowym Jorku. W 2011 roku formacja została rozwiązana.
W 2013 roku zespół wznowił działalność.

## Muzycy
| Obecny skład zespołu - Noah Carpenter - gitara (1992-2011, od 2013) - Sherwood Webber - śpiew (1994-2004, 2010-2011, od 2013) - Joe Keyser - gitara basowa (1997-2011, od 2013) - Bob Beaulac - perkusja (1997-2002, 2003-2011, od 2013) - Dave Matthews - gitara (od 2013) Muzycy koncertowi - Chris Mahar - perkusja (2006-2009) |  | Byli członkowie zespołu - Ted Monsour - gitara basowa (1992-1994) - Mike Levy - śpiew (1992-1994) - Ryan Wade - śpiew, perkusja (1992-1996) - Adam Lewis - gitara basowa (1995-1997) - George Torres - perkusja (2002) - John Longstreth - perkusja (2003) - Jason Keyser - śpiew (2004-2009) |

## Dyskografia
- Demo I (Demo, 1994)
- Swollen Heaps (Demo, 1995)
- Common Ground - A Compilation of Upstate NY's Hardest (Split, 1997)
- Progression Towards Evil (LP, 1998)
- Buzzed & Brutal (Video, 2000)
- Maledictive Pigs / Skinless (Split, 2001)
- Foreshadowing Our Demise (LP, 2001)
- Miscreant (EP, 2002)
- From Sacrifice To Survival (LP, 2003)
- Skinflick (DVD, 2004)
- Trample The Weak, Hurdle The Dead (LP, 2006)
- Regression Towards Evil (Kompilacja, 2006)
- Only the Ruthless Remain (LP, 2015)